# Perspectiva judaica sobre o amor

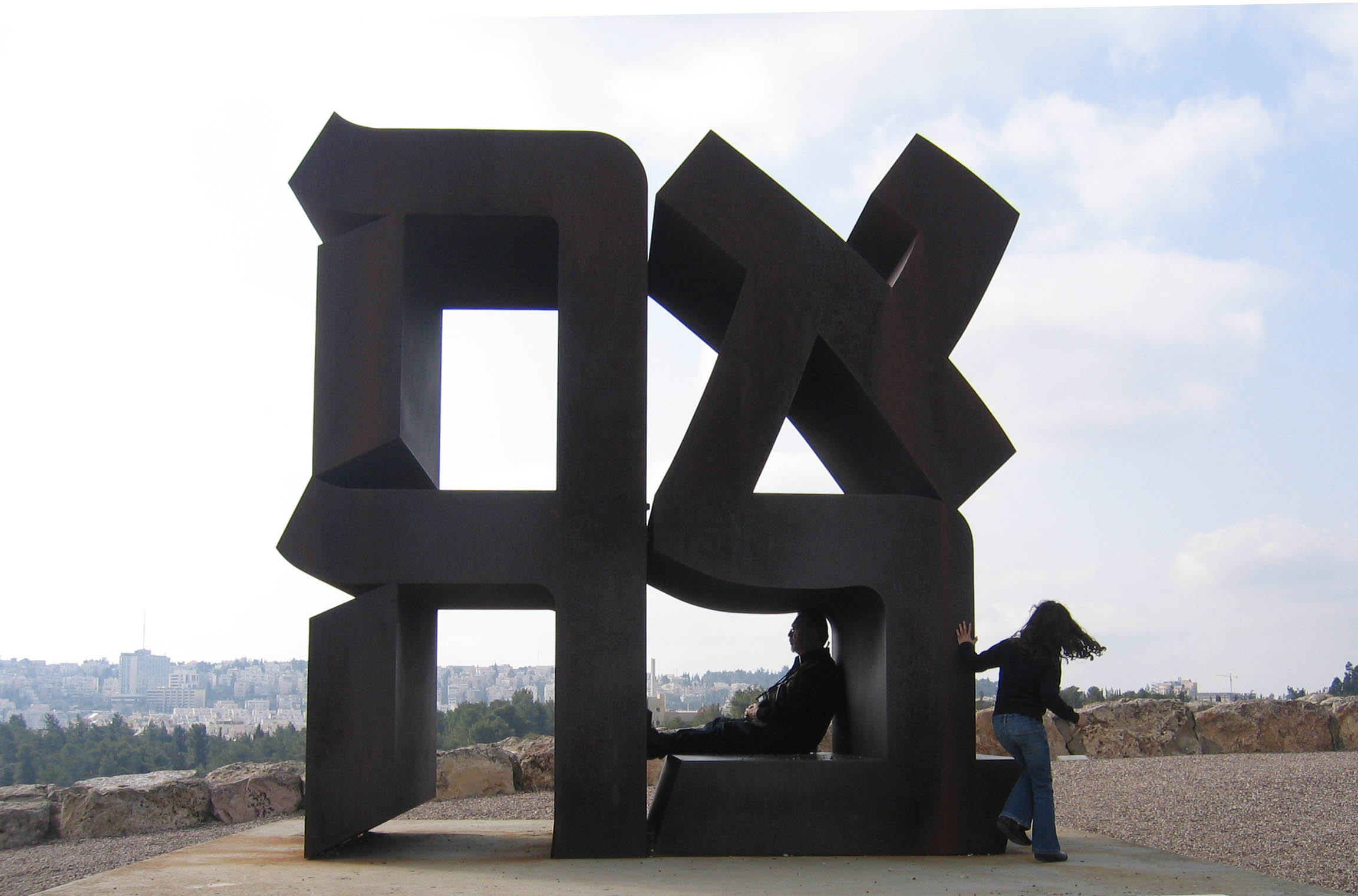
Escultura da palavra Ahavá, no Museu de Israel.

O amor é um valor central para a ética e a teologia judaica. O judaísmo apresenta uma variedade de pontos de vista sobre o amor a Deus, entre os seres humanos e para com os animais.

## Fundamentos
O amor tem sua obrigatoriedade definida no Levítico, 19:18 - "Tu não deves tomar vingança, nem conservar ira aos filhos de teu povo - mas deves amar ao seu vizinho (como alguém) a si próprio. Eu sou YHWH!" - Maimônides diz ser este um mitzvá pois, como está escrito, "amar seu próximo (como alguém) a si mesmo" impõe a necessidade de cantar seus louvores, e mostrar preocupação com seu bem-estar financeiro, como faria para o seu próprio bem-estar e como faria para sua própria honra - e qualquer um que se aproveita do seu próximo para se elevar não tem participação na vida futura; em contraposição, Nachmânides pondera que, embora seja um mitzvá, a condição de amar ao próximo como a si mesmo é demais para qualquer ser humano, e já o rabino Aquiba ensinava que "sua vida vem antes da vida de seu amigo"; ele remete ao preceito de amar ao estrangeiro como a si mesmo, também previsto no Levítico (19:33-34), relativizando o ensinamento, para desejar ao próximo todo o bem, sucesso e sabedoria.
No Shabat 31-A do Talmude Babilônico é narrada uma história onde um gentio procura Hilel, e lança-lhe o seguinte desafio: resumir toda a Torá durante o tempo em que conseguisse ficar em pé sobre um só pé; o sábio o repeliu, mas em seguida respondeu-lhe: "O que for odioso para ti, não faça ao teu próximo, esta é toda a Torá; o resto é comentário. Vá e estude-a!"
Para a guemátria o amor é essencial; a palavra ahavá (amor em hebraico) tem valor numérico 13, que equivale à metade do valor atribuído ao nome divino (26), de onde o rabino Haim Vital concluiu que a combinação do amor de duas pessoas (13 + 13) aumenta a presença divina entre elas - sejam elas cônjuges, amigos, pais, etc.

## Palavras hebraicas para o amor
Havendo tantas formas diferentes de manifestação do amor, existem na língua hebraica diferentes palavras que definem o amor. Os tipos tradicionais consagrados na tradição judaica incluem o amor familiar, de aliança, de compaixão, amizade, romântico e entre vizinhos. Vários estudiosos judeus têm abordado o amor nas diversas facetas da vida, tais como atos de doação, na guerra e na paz, ao meio ambiente, na prática do Kosher, o perdão, etc. Em todas essas abordagens, a justiça é um termo que frequentemente vem relacionado ao amor.
A palavra hebraica básica para o "amor", ahavah (אהבה), assim como no português, é usado para descrever sentimentos entre pessoas ou relacionamentos íntimos ou românticos, como o amor entre pais e filhos em Gênesis 22: 2; 25: 28; 37: 3; o amor entre amigos íntimos em I Samuel 18: 2, 20:17; ou o amor entre um jovem e jovem no Cântico dos Cânticos.
Outra palavra usada frequentemente para o amor, chesed (חסד), é freqüentemente traduzido como "benevolência" ou "amor inabalável". Inclui aspectos de carinho e compaixão. O professor Daniel Judah Elazar sugeriu que chesed não pode ser facilmente traduzido, pois significa algo como "amar pela obrigação da aliança", um tipo de amor que vai além da preocupação com as convenções, as leis.
Outras palavras em hebraico às vezes traduzido como "amor" incluem Re'ut (o amor por um amigo ou companheiro).

## Amor entre os seres humanos
Um dos mandamentos fundamentais do judaísmo é "ame o seu próximo como a ti mesmo" (Levítico 19:18), às vezes chamado O Grande Mandamento. Este mandamento está no centro do livro central na Torá.
Os sábios talmúdicos Hilel e rabino Aquiba indicaram que este é o mandamento central da Torá. O mandamento encoraja as pessoas a tratarem uns aos outros como iguais, o que requer primeiro valorizem a si mesmos, a fim de serem capazes de espelhar esse amor para os outros. Da mesma forma, um outro mandamento significativo é o de "não cruzar os braços ao teu próximo" (Levítico 19:16), que pode ser exibido em muitas formas. Algumas fontes judaicas têm enfatizado a importância do auto-sacrifício no que diz respeito a colocar as nossas necessidades em segundo plano, embora a lição de Aquiba diga que "Sua própria vida tem precedência sobre a do outro", o que contradiz seu próprio enunciado de amar o teu próximo como a si mesmo.

## Amor aos animais no judaísmo
Algumas fontes do judaísmo também destacam a importância do amor e da compaixão para com os animais não-humanos. Nesta linha, por exemplo, o filósofo judeu Lenn Goodman fala de como as leis relativas ao sofrimento dos animais idealmente "criam uma sensibilidade de amor e bondade".
Hava Tirosh-Samuelson, historiador judeu, acreditava que o cerne do judaísmo era um modelo de aliança entre o povo judeu, Deus e a terra de Israel, o que explica a "obrigação de responder pelas necessidades do outro". Ele pensou sobre os possíveis significados desse modelo, expandindo-o para incluir a Terra como um todo, ressaltando a importância de tratar todos os seres vivos com respeito.

## Amor a Deus
O amor a Deus significa pautar a vida segundo os Seus mandamentos e está condicionado pelo amor à Torá. De fato, o amor a Deus é a entrega voluntária da vida e de tudo que se tem em Sua honra; é o serviço altruístico a Deus. Segundo várias passagens do livro sagrado, é um amor inigualável, que enfrenta sofrimento e martírio, estabelecendo a relação única entre Deus e Israel, de modo que "nenhuma das nações pode extinguir esse amor". Esse amor único também ecoa na liturgia. Ser um verdadeiro "amante de Deus", contudo, significa "receber a ofensa e não se ressentir; ouvir palavras de injúria e não responder; agir apenas movido pelo amor e se regozijar até mesmo nas provações - como provas de puro amor".
Para Bahya ibn Paquda, filósofo e rabino judeu andaluz do século XI, o amor deve ser o maior incentivo da ação humana.